# Iulian Tameș
Iulian Tameș (ur. 6 grudnia 1978 w Mizil) – rumuński piłkarz grający na pozycji ofensywnego pomocnika. Od 2010 roku gra w klubie Politehnica Timișoara.

## Kariera klubowa
Karierę piłkarską Tameș rozpoczął w klubie Dinamo Bukareszt. W 1997 roku awansował do kadry pierwszego zespołu, ale jeszcze w sezonie 1997/1998 nie zadebiutował w nim w pierwszej lidze rumuńskiej. Latem 1998 został wypożyczony do drugoligowego Rocaru Bukareszt, w którym grał pół roku. W 1999 roku wrócił do Dinama i wiosną 1999 zaliczył swój debiut w ekstraklasie. Na sezon 1999/2000 ponownie został wypożyczony z Dinama, tym razem do drugoligowego ARO Câmpulung, z którym wywalczył awans do pierwszej ligi. W latach 2000–2004 grał już w zespole Dinama, z którym dwukrotnie był mistrzem kraju (w sezonach 2001/2002 i 2004/2005), trzykrotnie wicemistrzem (w sezonach 1998/1999, 2000/2001 i 2004/2005) oraz trzykrotnie zdobył Puchar Rumunii (2001, 2003 i 2004).
W 2005 roku Tameș został zawodnikiem rosyjskiej Ałaniji Władykaukaz. Rozegrał w niej 3 mecze w Priemjer-Lidze, a następnie wrócił do Rumunii.
Wiosną 2006 Tameș grał w Naționalu Bukareszt. W sezonie 2006/2007 wywalczył mistrzostwo Rumunii z Dinamem, pomimo iż grał w tym zespole tylko w rundzie jesiennej. Wiosną 2007 odszedł z Dinama do FC Argeș Pitești, z którym w 2009 roku spadł do drugiej ligi. W 2010 roku przeszedł do Politehniki Timișoara. W 2011 roku został z nią wicemistrzem kraju, jednak klub ten został karnie zdegradowany do drugiej ligi.
| Sezon   | Klub                  | Kraj    | Rozgrywki     | Mecze | Bramki |
| ------- | --------------------- | ------- | ------------- | ----- | ------ |
| 1997/98 | Dinamo Bukareszt      | Rumunia | Divizia A     | 0     | 0      |
| 1998/99 | Rocar Bukareszt       | Rumunia | Divizia B     | 14    | 3      |
| 1998/99 | Dinamo Bukareszt      | Rumunia | Divizia A     | 1     | 0      |
| 1999/00 | ARO Câmpulung         | Rumunia | Divizia B     | 31    | 6      |
| 2000/01 | Dinamo Bukareszt      | Rumunia | Divizia A     | 26    | 2      |
| 2001/02 | Dinamo Bukareszt      | Rumunia | Divizia A     | 29    | 6      |
| 2002/03 | Dinamo Bukareszt      | Rumunia | Divizia A     | 20    | 2      |
| 2003/04 | Dinamo Bukareszt      | Rumunia | Divizia A     | 27    | 1      |
| 2004/05 | Dinamo Bukareszt      | Rumunia | Divizia A     | 11    | 0      |
| 2005    | Ałanija Władykaukaz   | Rosja   | Priemjer-Liga | 3     | 0      |
| 2005/06 | Național Bukareszt    | Rumunia | Divizia A     | 9     | 1      |
| 2006/07 | Dinamo Bukareszt      | Rumunia | Liga I        | 15    | 0      |
| 2006/07 | Argeș Pitești         | Rumunia | Liga I        | 10    | 1      |
| 2007/08 | Argeș Pitești         | Rumunia | Liga I        | 29    | 12     |
| 2008/09 | Argeș Pitești         | Rumunia | Liga I        | 31    | 7      |
| 2009/10 | Argeș Pitești         | Rumunia | Liga II       | 21    | 11     |
| 2010/11 | Politehnica Timișoara | Rumunia | Liga I        | 18    | 0      |
| 2011/12 | Politehnica Timișoara | Rumunia | Liga II       |       |        |

## Kariera reprezentacyjna
W reprezentacji Rumunii Tameș zadebiutował 16 sierpnia 2000 roku w zremisowanym 1:1 towarzyskim meczu z Polską. Od 2000 do 2009 roku rozegrał w kadrze narodowej 5 meczów.
| Mecze i gole w reprezentacji | Mecze i gole w reprezentacji | Mecze i gole w reprezentacji | Mecze i gole w reprezentacji | Mecze i gole w reprezentacji | Mecze i gole w reprezentacji | Mecze i gole w reprezentacji |
| #                            | Data                         | Stadion                      | Rywal                        | Wynik                        | Gol                          | Rozgrywki                    |
| 2000                         | 2000                         | 2000                         | 2000                         | 2000                         | 2000                         | 2000                         |
| ---------------------------- | ---------------------------- | ---------------------------- | ---------------------------- | ---------------------------- | ---------------------------- | ---------------------------- |
| 1.                           | 16.08.2000                   | Bukareszt, Rumunia           | Polska                       | 1:1                          | 0                            | towarzyski                   |
| 2.                           | 05.12.2000                   | Annaba, Algieria             | Algieria                     | 2:3                          | 0                            | towarzyski                   |
| 2001                         |                              |                              |                              |                              |                              |                              |
| 3.                           | 26.02.2001                   | Nikozja, Cypr                | Ukraina                      | 1:0                          | 0                            | towarzyski                   |
| 2008                         |                              |                              |                              |                              |                              |                              |
| 4.                           | 19.11.2008                   | Bukareszt, Rumunia           | Gruzja                       | 2:1                          | 0                            | towarzyski                   |
| 2009                         |                              |                              |                              |                              |                              |                              |
| 5.                           | 11.02.2009                   | Bukareszt, Rumunia           | Chorwacja                    | 1:2                          | 0                            | towarzyski                   |